# 2. domobranski ulanski polk (Avstro-Ogrska)
Za druge 2. polke glejte 2. polk.
2. domobranski ulanski polk (izvirno nemško k.k. Landwehr Ulanen Regiment Nr. 2; dobesedno slovensko: Cesarski kraljevski domobranski ulanski polk št. 2) je bil konjeniški polk avstro-ogrskega Domobranstva.

## Zgodovina

### Prva svetovna vojna
Njegova narodnostna sestava leta 1914 je bila sledeča: 58% Čehov in 42% drugih.
Naborni okraj polka je bil v Litoměřicah, pri čemer so bile polkovne enote garnizirane v Vysokém Mýtu.

## Poveljniki polka
- 1898: Carl Dammers[1]
- 1914: Emil Hofsass[2]